# Surinams fotbollsförbund
Surinams fotbollsförbund, officiellt Surinaamse Voetbal Bond, är ett specialidrottsförbund som organiserar fotbollen i Surinam.
Förbundet grundades 1920 och gick med i Concacaf 1961. De anslöt sig till Fifa år 1929. Surinams fotbollsförbund har sitt huvudkontor i staden Paramaribo.